# Glipa angustilineata
Glipa angustilineata es una especie de coleóptero de la familia Mordellidae.

## Distribución geográfica
Habita en Guangxi (China).